# Clivia (Film)
Clivia ist eine deutsche Filmoperette aus dem Jahre 1954 nach der gleichnamigen Operette von Nico Dostal. Unter der Regie von Karl Anton spielt Claude Farell die Titelrolle. Ihr Galan wird von Peter Pasetti dargestellt. 

## Handlung
Clivia Gray ist eine gefeierte Sängerin. Eines Tages heiratet sie einen Gaucho aus dem Phantasiestaat Boliguay (ein Kofferwort, kombiniert aus Bolivien und Paraguay), um ihrer Revuetruppe die Einreise in dieses winzige südamerikanischen Land zu ermöglichen. Doch jener Rinderbaron und Gaucho namens Juan stellt sich als der neue Staatspräsident des Landes heraus. Der hat nämlich herausgefunden, dass der Chef der Revuetruppe, Potterton, in Wahrheit nur deshalb in sein Land einreisen möchte, um die dortige Regierung zu stürzen. Von all diesen Ränkespielen hinter ihrem Rücken weiß Clivia jedoch nichts. Die Revolution findet nicht statt, die Umstürzler werden dingfest gemacht, und nach allerlei Missverständnissen stellen Clivia und ihr Präsident fest, dass beider Heirat keine Scheinehe ist, sondern dass sich beide aufrichtig lieben.

## Produktionsnotizen
Clivia entstand in den CCC-Filmstudios von Berlin-Spandau sowie mit im Frühling 1954 angefertigten Außendrehs auf Mallorca, (Palma, Sóller und Valldemosa). Die Uraufführung erfolgte am 10. August 1954 in Hannovers Weltspiele, die Berliner Premiere war am 8. Oktober desselben Jahres. Am 16. März 1963 wurde der Film erstmals im deutschen Fernsehen (ARD 2) ausgestrahlt.
Fritz Klotzsch übernahm die Produktionsleitung. Karl Weber und Erich Grave gestalteten die Filmbauten. Die musikalische Leitung übernahm Herbert Trantow. Jens Keith gestaltete die Choreografie.
Es singen Anneliese Rothenberger und Horst Wilhelm. Den Hintergrundgesang steuerte Elfie Mayerhofer bei.

## Kritik
Im Lexikon des Internationalen Films heißt es: „Musikalisches Verwechslungslustspiel um die schließlich ins Happy-End mündende Scheinehe zwischen einem Revue-Star und dem Präsidenten eines südlichen Phantasiestaates. Verfilmung der Operette von Nico Dostal mit ein paar gefälligen Melodien, spärlichem Charme und nur begrenztem Unterhaltungswert.“